# 11907 Näränen
(11907) Näränen, denumire internațională (11907) Naranen, este un asteroid din centura principală de asteroizi.

## Descriere
11907 Näränen este un asteroid din centura principală de asteroizi. A fost descoperit pe 2 martie 1992 la Observatorul La Silla în cadrul programului UESAC. Asteroidul prezintă o orbită caracterizată de o semiaxă mare de 2,84 ua, o excentricitate de 0,05 și o înclinație de 3,0° în raport cu ecliptica.